# Dangerous (singel Roxette)
Dangerous – singel szwedzkiego duetu Roxette wydany w maju 1989 jako piąty i ostatni promujący album Look Sharp! (1988).

## Ogólne informacje
Per Gessle skomponował muzykę i napisał tekst piosenki już w maju 1987 przed pierwszą trasa koncertową Roxette, promującą ich debiutancki album Pearls of Passion (1986). Wydany w maju 1989 był trzecim z kolei singlem duetu, który dotarł do pierwszej dziesiątki na liście Billboard Hot 100, utrzymując się przez dwa tygodnie na drugim miejscu w marcu 1990.
Teledysk do piosenki podobnie jak w przypadku utworu „Listen to Your Heart” został nagrany w ruinach zmaku Borgholm. W Wielkiej Brytanii i Irlandii „Dangerous” został wydany jako podwójna strona A, wraz z piosenką „Listen to Your Heart”.
Wersja albumowa piosenki różni się od tej zawartej na singlu. Na płycie utwór rozpoczyna kilkunastosekundowe intro; zaś na singlu zostało ono pominięte.

## Utwory
- Dangerous
- Surrender
- Neverending Love
- Joy Of A Toy
- Sleeping Single